# 座位数
座位数或座位容量，是指在一定空间内可以被容纳的最大人员数，有可能因为设计的原因，也有法律的规定。世界最大的運動場地在印第安納波里賽車場，總座位數接近400,000人，正式座位數超過257,000人。座位数可以用来形容交通工具、体育场館、表演場地等。

## 另見
- 體育場容納人數一覽表